# Новосёлов, Юрий Константинович (1940)
Юрий Константинович Новосёлов (род. 17 сентября 1940) — советский и российский учёный, доктор технических наук (1981), профессор (1982).
Автор более 200 научных статей, в том числе 8 монографий и 2 учебников, а также ряда изобретений и патентов.

## Биография
Родился 17 сентября 1940 года.

### Образование
В 1963 году окончил Алтайский политехнический институт (ныне Алтайский государственный технический университет) по специальности «Технология машиностроения, металлорежущие станки и инструменты» и был направлен на работу в Уральский филиал Всесоюзного научно-исследовательского института абразивов и шлифования. В 1969 году окончил заочную аспирантуру при ВНИИ абразивов и шлифования и в 1970 году защитил кандидатскую диссертацию в Пермском политехническом институте (ныне Пермский национальный исследовательский политехнический университет). В 1981 году в Челябинском политехническом институте (ныне Южно-Уральский государственный университет) Юрий Новосёлов защитил докторскую диссертацию на тему «Анализ и моделирование пространственно-временного взаимодействия инструмента и обрабатываемой поверхности при шлифовании с целью повышения эффективности чистовых и отделочных операций» и в 1982 году был утверждён в звании профессора по кафедре «Технология машиностроения» Алтайского политехнического института.

### Деятельность
В 1983 году по конкурсу он был избран на должность профессора кафедры технологии машиностроения Севастопольского приборостроительного института (ныне Севастопольский государственный университет, в котором работает по настоящее время.
В разные годы Ю. К. Новоселов возглавлял ответственные учебно-научные направления работ и занимал должности в вузах России и Украины: в Алтайском политехническом институте был проректором по научной работе; в Севастопольском приборостроительном — заведующим кафедрой гибких автоматизированных
производств и систем проектирования, затем — директором департамента и деканом факультета технологий автоматизированного машино-приборостроения и транспорта.
В Севастопольском государственном университете Новосёлов стал основателем научной школы повышения эффективности чистовых и отделочных операций. Под его председательством в вузе работает специализированный совет по защите кандидатских диссертаций по специальности «Процессы механической обработки, станки и инструменты». Под его руководством было подготовлено и защищено 4 докторских и 16 кандидатских диссертаций.
Юрий Константинович был награждён бронзовой медалью ВДНХ СССР (1968) и удостоен нагрудных знаков «За отличные успехи в области высшего образования СССР» и «Отличник образования Украины».